# 아사리 요스케
아사리 요스케(일본어: 浅利 陽介, 1987년 8월 14일 ~ )는 일본의 배우이다. 도쿄도 출신. 비컨 랩 엔터테인먼트 소속.

## 생애
아사리는 어린 시절 찰리 채플린의 영화를 보는 부모의 박수에 맞춰 춤 [2] 극단 동해에 입사, TV 광고에서 4 세에 데뷔 한 후, 아이의 배우가 되었다 [3] . 그 후, 그는 Beacon Lab Entertainment에 옮겼다.
1999년 아사리는 아침 도라아스카에서 주인공의 라이벌 (츠다 슈사쿠, 카세)의 어린 시절 역할을, 2000년 영화 '영원한 빛'의 주인공 인 젊은 기린을 맡아 그 드라마에 출연 계속되었다. 그의 어린 시절.
2001년 소년 전쟁 3 분과 위원장의 평을 연기했을 때, 그는 눈길을 끌었다. [3] [2]
아사리는 영화에서 첫 주연을 맡은 '손바닥의 행복'이며, 다음 해에는 "사람이 아니다"텔레비전 드라마에 처음 출연했다.
2015년 12월 17일, 그는 대학 동창 인 연예인이 아닌 여성과 결혼 한 것으로 보고 되었다. [4]

## 출연작

### 영화
- 藉著雨點說愛你（2004年10月30日）：飾演 秋穗巧（高中時期）
- 永遠的三丁目的夕陽2（2007年11月3日）：飾演 中山武雄
- 戀空（2007年11月3日）：飾演 健（ケン）
- 消極的快樂、電鋸的邊緣（2008年1月19日）：飾演 渡邊
- 死亡預告（2008年9月27日）：飾演 鴨井洋介
- SPACE BATTLESHIP 大和號（2010年1月23日）：飾演 安藤
- 永遠的三丁目的夕陽 64年（2012年1月21日）：飾演 中山武雄
- 貓侍（2014年3月1日）：飾演 前場新助
- 電影版 空中急診英雄─海空災難最終救援─（2018年7月27日）：飾演 藤川一男